# Araneus canestrinii
Araneus canestrinii là một loài nhện trong họ Araneidae.
Loài này thuộc chi Araneus. Araneus canestrinii được Tord Tamerlan Teodor Thorell miêu tả năm 1873.